# Hans Stempel
Hans Stempel (* 8. Juli 1894 in Steinwenden; † 2. November 1970 in Landau in der Pfalz) war ein deutscher evangelischer Theologe und von 1946 bis 1965 Kirchenpräsident der Evangelischen Kirche der Pfalz (Protestantische Landeskirche).

## Leben
Stempel wuchs in Steinwenden auf. Er besuchte die Lateinschule in Grünstadt und begann danach ein Studium der Theologie, das er als Doktor der Theologie beendete. Während seines Studiums wurde er Mitglied der Schwarzburgbund-Verbindungen Herminonia München (1914) und Wilhelmitana Berlin (1918). Nach seinem Studium war er Vikar und Pfarrer an verschiedenen Orten, wie Landau in der Pfalz. Von 1926 bis 1934 war er Direktor des Predigerseminars in Landau. Er wurde Vorsitzender der Pfälzer Pfarrbruderschaft, die sich im Kirchenkampf gegen die Nationalsozialisten der Bekennenden Kirche angeschlossen hatte.
Nähere Einzelheiten zu seinem Verhalten während der Zeit des Nationalsozialismus wurden erst spät bekannt.
Nach dem Zweiten Weltkrieg wurde 1946 eine vorläufige Landessynode in der Evangelischen Kirche der Pfalz gebildet, die Stempel als Präses wählte. Bei der ersten regulären Synode wurde Stempel dann im zweiten Wahlgang zum Kirchenpräsident gewählt.
Er war Mitglied der Christlichen Friedenskonferenz, die 1960 in Prag tagte.
Als Stempel 1964 altershalber in den Ruhestand ging, wählte die Landessynode am 16. März Theodor Schaller zu seinem Nachfolger. Dieser hatte bereits bei der Wahl Stempels 1946 einige Stimmen bekommen, wenngleich er damals nicht als Kandidat angetreten war.
Seit 1953 gehörte Stempel dem Präsidium der Stillen Hilfe an, einer Hilfsorganisation, die vor allem für inhaftierte NS-Täter eintrat und dadurch vielen Verurteilten zur Freilassung verhalf. Stempel war hier in Frankreich sowie den Benelux-Staaten tätig. Neben ihm gehörte u. a. der Böhler Pfarrer Theodorf Friedrich zu dieser Organisation. Das Netzwerk warb nicht nur für die Freilassung der Täter, sondern stellte auch die Legitimität der Urteile in Frage. Als Stempel im Oktober 1970 die letzten Inhaftierten im holländischen Breda besuchen wollte, zog er sich auf der Reise eine schwere Erkältung zu, an deren Folgen er am 2. November starb. Am 6. November 1970 fanden die Beisetzungsfeierlichkeiten in der Stiftskirche in Landau in der Pfalz im Beisein des Bundespräsidenten Gustav Heinemann und des Ministerpräsidenten von Rheinland-Pfalz und späteren Bundeskanzlers Helmut Kohl statt.
Der Historiker Nicholas Williams, Leiter des Instituts für ostbelgischen Geschichte in Eupen, kam zu der Einschätzung, dass Stempel kein Nazi gewesen sei. Jedoch sah er sein Verhalten nach dem Krieg als „unverständlich“ an. Dorothee Wüst bezeichnete Stempels Einsatz für NS-Täter als bis heute wirkenden „Schlag ins Gesicht“ für die Opfer und deren Angehörige.

## Auszeichnungen
Stempel war offiziell, wenn auch geheim, der „Beauftragte der EKD für die Seelsorge an deutschen Kriegsverurteilten in ausländischem Gewahrsam“, also für verurteilte Kriegsverbrecher.
Er erhielt 1956 das Große Verdienstkreuz der Bundesrepublik mit Stern und Schulterband, ferner das Ehrenzeichen des Deutschen Roten Kreuzes.
Hans Stempel war Ritter der französischen Ehrenlegion.
Sowohl in Landau (Pfalz) als auch in Speyer wie auch in seinem Geburtsort Steinwenden wurde eine Straße nach ihm benannt, eine Ehrung, die seit 2017 in Frage gestellt wird. In Landau wurde die Umbenennung Ende April 2024 vom Stadtrat beschlossen; da jedoch im Februar 2025 ein Bürgerentscheid für die Beibehaltung stimmte, wurde die Straße nicht umbenannt.